# Para One
Para One, pseudoniem van Jean-Baptiste de Laubier (Orléans, 1979), is een Franse electro-producer. Para One is onder andere bekend van zijn remix van het nummer "The Prime Time of Your Life" van het Franse house-duo Daft Punk. Para One kreeg voor het eerst bekendheid als een van de producers van de Franse rapgroep TTC. Later vormde hij samen met Tacteel (de andere producer van TTC) het electro-duo Fuck-A-Loop. In 2008 scoorde Para One zijn grootste commerciële hit met zijn remix van het nummer "Greatful Days" van de Japanse popster Ayumi Hamasaki. Para One heeft als dj twee ep's en een album uitgebracht onder het Franse label Institubes, waar ook de Franse dj Surkin onder contract staat.

## Discografie

### Singles
- You Too (2014)

### Ep's
- Beat down EP (2003)
- Clubhoppn EP (2005)

### Albums
- Epiphanie (2006)
- Naissance des pieuvres OST (2007)